# Zaporijjea, Peatîhatkî
Zaporijjea (în ucraineană Запоріжжя) este un sat în comuna Vînohradivka din raionul Peatîhatkî, regiunea Dnipropetrovsk, Ucraina.

## Demografie
Componența lingvistică a localității Zaporijjea
     Ucraineană (100%)
Conform recensământului din 2001, toată populația localității Zaporijjea era vorbitoare de ucraineană (100%).